# 청주 영하리 고분군
청주 영하리 고분군은 충청북도 청주시 청원구에 있다. 2015년 4월 17일 청주시의 향토유적 제25호로 지정되었다.

## 개요
삼국시대 청주 북쪽의 문화를 연구하는데 귀중한 유적이다.